# Пеллисьер, Иван Адамович
Иван Адамович Пеллисьер (Пиллисьер) (?—1815) — русский военный моряк, действительный статский советник.
Родился в Швейцарии, служил в голландском флоте, а 2 марта 1788 г., будучи поручиком голландской морской службы, перешел в русскую с чином капитан-лейтенанта.
С этого же года Пеллисьер принял участие в войне со Швецией, сначала командуя пакетботом «Поспешный» и состоя при адмирале Грейге «для посылок»; в 1789 году, находясь на фрегате «Проворном», он плавал в Балтийском море в эскадре принца Нассау-Зигена; 22—23 августа принял участие в Роченсальмском сражении, командуя шебекой «Прозерпина», и 28 августа 1789 г. был награждён орденом св. Георгия 4-й степени (№ 662 по списку Григоровича — Степанова, № 347 по списку Судравского):
За мужественные подвиги и храбрость, оказанные 13 августа 789 года во время сражения галерного Российского флота с Шведским.
В следующем 1790 году Пеллисьер был командиром гребного фрегата «Святой Александр», участвовал в сражении у Красной Горки, затем плавал к Питкопасу, где, находясь в отряде капитана Кроуна, был в стычке с неприятельским гребным флотом, а 8 сентября 1790 г. был «за службу, труды и храбрые подвиги» пожалован чином капитана 2-го ранга.
С 1791 по 1798 г. Пеллисьер находился по большей части при Петербургском порте, командуя 5-й гребной эскадрой и совершая недальние морские переходы, а 2 января 1798 г. был уволен из морской службы с чином капитана 1-го ранга. Определившись в Лесной департамент Адмиралтейств-коллегии, Пеллисьер получил звание обер-форстмейстера. 3 декабря 1799 г. Пеллисьер получает назначение советником в тот же Департамент, и уже 29 декабря того же года занял должность старшего советника.
В 1803 г. Пеллисьер получил чин действительного статского советника и звание присутствующего в Лесном департаменте (каковое сохранил до самой своей смерти); с 1804 г. он неоднократно был командирован в разные губернии по разнообразным вопросам, касавшимся управления лесами, главным образом, казёнными. В 1805 г. Пеллисьер был назначен инспектором по лесной части в губерниях: Тульской, Московской, Калужской, Орловской, Курской, Воронежской, Тамбовской, Рязанской и Владимирской и поселился близ г. Козельска в казённом доме, где находился учрежденный в 1804 г. Лесной институт, находившийся в его ведении. В этой должности Пеллисьер оставался до самой своей смерти, последовавшей в начале 1815 года.
Князь И. М. Долгоруков, близко знавший Пеллисьера и посетивший его в 1810 г. в его уединенном Лесном институте, даёт самый лучший отзыв об этом «добром, скромном и очень работящем человеке, любившем и понимавшем то дело, блюсти которое было ему поручено».